# Пандас
Пандас је софтвер библиотека написана за Пајтон програмски језик за манипулацију и анализе података. Конкретно, нуди структуре података и операције за манипулацију нумеричких табела и временске серије. Пандас је слободан софтвер објављен под три тачке под БСД лиценцом.

## Карактеристике библиотеке
- Оквир података: објекат за манипулацију података са интегрисаним индексирањем
- Алати за читање и писање података у меморији између структура података и различитих формата фајлова
- Усклађивање података и интегрисано руковање недостатком података
- Преобликовање и окретање скупова података
- Ознака на бази одсецања, фенси индексирање и сет великих скупова података
- Структура података колона уметање и брисање
- Моторна група која омогућава раздвајање, примену и комбинацију операција са радом сета података
- Подаци сет спајање и придруживање
- Хијерархијска оса индексирања за рад са високо-димензионалним подацима у доње-димензионалне структуре података
- Временске серије-функционалност: Датум опсега генерација и фреквентна комуникација, покретање статистике прозора, покретање прозора линеарне регресије, померање и заостајање података

Библиотека је високо оптимизован за перформансе, са критичним кодом путева написан у C-Пајтону или C-у.

## Историја
Програмер Вес МекКини почео да ради на Пандасу током 2008. године док је AQR Главни Менаџмент из потребе за високим перформансама, флексибилним алатом  за обављање квантитативне анализе финансијских података. Пре напуштања AQR је био у стању да убеди руководство да му дозволи приступ библиотеци отвореног кода.
Други AQR запослени, Чанг Ше се придружио напору у 2012. години као други главни сарадник у библиотеци. Отприлике у исто време, библиотека је постала популарна у Пајтон заједници, и још су се многи сарадници придружили пројекту. Пројекат се сматра једним од најважнијих и активних библиотека анализе података за Пајтон.